# Miss Earth Hungary
Nem tévesztendő össze a következőkkel: Miss Hungary, Miss World Hungary, Miss Universe Hungary és Miss International Hungary
A Miss Earth Hungary egy évenkénti megrendezésű magyar szépségverseny, melynek célja, hogy magyar versenyzőt küldjön a Miss Earth nemzetközi versenyre. A cím jelenlegi birtokosa Blága Tünde. 2008 és 2010 között A Királynő című show-műsor keretében a Miss World Hungary és Miss Universe Hungary versenyekkel együtt rendezték meg. 2011-ben A Szépségkirálynő című show-műsor keretében rendezték meg a versenyt, ismét összevonva a Miss World Hungary és Miss Universe Hungary versenyekkel.
A Miss Earth versenyen magyar résztvevő még nem ért el helyezést.

## Története
A Miss Earth versenyt 2001-ben indították a Fülöp-szigeteken, és ebben az évben, valamint 2002-ben és 2003-ban is volt magyar indulója, bár külön magyar döntőt nem rendeztek. 2001-ben és 2003-ban csupán felkérték egy másik magyar szépségverseny résztvevőjét, hogy képviselje Magyarországot, míg 2002-ben a Miss Hungary verseny győztese utazott a világversenyre.
2004 és 2007 között a világversenynek nem volt magyar résztvevője.
2008-ban a Miss Earth verseny licence a Magyarország Szépe Kft. kezébe került. Ez a szervezet rendezi a Miss World Hungary és a Miss Universe Hungary versenyeket is. 2008-ban a 3 versenyt egyidejűleg rendezték meg, közösen az RTL Klub tévécsatornával, és egy nagyszabású show-műsor, A Királynő keretében koronázták meg a három világverseny hazai győztesét. A verseny szabályai szerint a Miss Earth Hungary cím tulajdonosa a verseny 3. helyezettje. 2009-ben és 2010-ben ismét A Királynő címmel rendezték meg ugyanazok a szervezők a három nemzetközi szépségverseny hazai döntőjét.
2011-ben a versenynek új televíziós szponzora lett: a TV2 csatorna, a show-műsor nevét A Szépségkirálynőre változtatták, de a formátuma ugyanaz maradt. A győztes a Miss World, a helyezettek a Miss Universe és a Miss Earth versenyeken képviselik Magyarországot.

## Győztesek
A táblázat a verseny győztesét és a Miss Earth versenyen elért eredményét mutatja.
| Év   | Miss Earth Hungary   | Életkor és lakóhely  | Eredmény a nemzetközi versenyen                                               |
| ---- | -------------------- | -------------------- | ----------------------------------------------------------------------------- |
| 2008 | Polgár Krisztina     | 21, Törökszentmiklós | -                                                                             |
| 2009 | Kocsis Korinna       | 18, Jákfa            | -                                                                             |
| 2010 | Kaló Jennifer        | 22, Budapest         | A Miss World versenyen vett részt, helyettese nem volt a Miss Earth versenyen |
| 2011 | Szabó Dóra           | 24, Vác              | -                                                                             |
| 2012 | Kocsis Alexandra     |                      |                                                                               |
| 2013 | Huszárovics Dalma    |                      |                                                                               |
| 2014 | Sydney van den Bosch |                      |                                                                               |
| 2015 | Lepp Dorina Ágnes    |                      |                                                                               |
| 2016 | Oczella Eszter       |                      |                                                                               |
| 2017 | Viczián Viktória     |                      |                                                                               |

A Miss Earth versenyen korábban részt vett magyar versenyzők:
- 2003 Szűcs Anikó
- 2002 Tóth Szilvia[5]
- 2001 Kovács Krisztina

## Versenyek

### 2008
A versenyt a Miss Universe Hungary és a Miss World Hungary versennyel összevonva, A Királynő címmel valóságshow-szerűen rendezte meg a Magyarország Szépe Kft. és az RTL Klub.
A versenyre több, mint 2000 hölgy jelentkezett, akik közül 400-at hívtak be válogatásra. Közülük 24-en utazhattak el a balatonkenesei felkészítőtáborba.
A 24 fős mezőnyből az eredeti tervek szerint 3 versenyzőt a zsűri szavazatai alapján kizártak volna a televíziós döntőn való részvételből, de mivel egy résztvevő betegségre hivatkozva visszalépett, ezért csak 2 versenyzőt szavaztak ki.
Sok külföldi szépségversenyhez hasonlóan ebben az évben a 21 fős mezőnyből kiválasztották az 5 legjobbnak ítélt versenyzőt (TOP5), akik közül – egy interjúsorozat után – kihirdették a győzteseket.
A Miss Earth Hungary cím győztese 2008. november 9-én, a Fülöp-szigeteken megrendezett világversenyen képviselte Magyarországot, ahol nem ért el helyezést.
| Helyszín                 | Időpont         | Résztvevők száma           | Győztes          |
| ------------------------ | --------------- | -------------------------- | ---------------- |
| RTL Klub budafoki stúdió | 2008. május 22. | eredetileg 24, a döntőn 21 | Polgár Krisztina |

TOP5: Dammak Jázmin, Freire Szilvia, Dobó Ági, Tepedelem Tímea
Többi résztvevő: Hoffmann Mariann, Kárnyáczki Laura, Graf Dóra Eszter, Budai Zsuzsa, Bencsik Emerencia, Auth Noémi, Gégény Nikoletta, Kisdeák Karin, Leszkó Ivett, Liszi Brigitta, Lukács Mercédesz, Mittler Patrícia, Nyakas Laura, Palácsik Tímea, Serdült Orsolya, Simonváros Dóra, Tóth Natália, Varga Mercédesz, Vladár Krisztina
Különdíjak:
- Közönségdíj:[11] Gégény Nikoletta

Zsűri,: Bodri Krisztina előző évi győztes; Medveczky Ilona táncművész, Csupó Gábor filmrendező, Sütő Enikő exmodell, üzletasszony, Détár Enikő színésznő, Kálomista Gábor filmproducer, Klinszky Gábor fotóművész, Szuper Levente
Műsorvezetők: Jáksó László és Stohl András

### 2009
A versenyt ebben az évben is a Miss Universe Hungary és a Miss World Hungary versenyekkel összevonva, A Királynő 2009 néven futó show-műsor keretében rendezte meg a Magyarország Szépe Kft. és az RTL Klub.
A versenyre több, mint ezer nevezés érkezett, melyek közül 800 jelöltet hívtak be kétnapos előválogatásra, amit az RTL Klub székházában tartottak. Az előválogatásról 80 versenyző jutott a középdöntőbe, és onnan 24 jelölt az élőben közvetítendő május 21-i döntőbe. Az előző évhez hasonlóan a felkészítő tábor ideje alatt a 24 döntősből 3 versenyző kiesett.
Az elődöntő zsűrije: Hajas László mesterfodrász, Klinszky Gábor fotóművész, Jónás Kata sminkmester, Aipli Ágnes modell, Sarnyai Eszter modell valamint az RTL Klub és a Magyarország Szépe Kft. vezetői.
A budapesti felkészítőtáborban a versenyzők 4 különdíjért versenyeztek. A Miss Talent, Miss Sport, Miss Bikini és Miss Charity címek birtokosai automatikusan bekerülnek a közé a 21 versenyző közé, akik részt vehetnek a május 21-i döntőn. A különdíjak győzteseit május 13-án hirdették ki. A felkészülés alatt egy versenyzőt, Papp Zsófiát korábbi aktfotói miatt kizártak a versenyből, további két versenyző, Papp Lívia és Weiszdorn Szilvia pedig a verseny szabályai szerint kiesett.
A győztes, Kocsis Korinna a Fülöp-szigeteki Boracayban, 2009. november 22-én rendezett világversenyen középdöntős lett a fürdőruhás válogatáson, ami a verseny történetében az eddigi legjobb magyar eredmény.
| Helyszín                   | Időpont         | Résztvevők száma           | Győztes        |
| -------------------------- | --------------- | -------------------------- | -------------- |
| RTL Klub budafoki stúdiója | 2009. május 21. | eredetileg 24, a döntőn 21 | Kocsis Korinna |

TOP7: Budai Zsuzsa, Serdült Orsolya, dr. Kávássy Leila, Halász Beatrix, Winke Adrienn, Ágoston Dóra
Többi résztvevő: Ayree Claudia, Bázlik Dóra, Horváth Bettina, Horváth Tina, Huszárovics Dalma, Kovács Nóra, Krupa Judit, Maximovits Anett, Misik Renáta, Nádai Anikó, Németh Luca, Papp Lívia, Papp Zsófia, Regős Lili, Rettig Zita, Ster Erna, Weiszdorn Szilvia
Különdíjak:
- Miss Talent: dr. Kávássy Leila
- Miss Sport: Regős Lili
- Miss Charity: Winke Adrienn
- Miss Bikini: Serdült Orsolya
- Közönségdíj: Kocsis Korinna

Zsűri: Horváth Éva korábbi szépségkirálynő, Dobó Kata színésznő, Szabó Patrícia színésznő, Fehér Orsolya, az Atractiv Agency Modellügynökség vezetője, Ungár Anikó bűvész, Stohl András színész, Villám Géza, Klinszky Gábor fotós, Panti Péter újságíró, Gyulai Zoltán, a Magyarország Szépe Kft. egyik tulajdonosa, Kiss-Szigeti László, Maráczi Ákos, az Operabál szervezője
Műsorvezetők: Ördög Nóra és Hajós András
Fellépő művészek: Anti Fitness Club, Serbán Attila és Szabó Kimmel Tamás

### 2010
A versenyt – immáron harmadik éve – a Magyarország Szépe Kft. rendezte meg az RTL Klubbal közösen, A Királynő című show-műsor keretében, ahol a Miss Universe Hungary és Miss World Hungary díjakat is kiosztották.
Az elődöntőt 2010. március 29-31-én tartották az RTL Klub székházában, közel 2000 jelentkező részvételével. Az elődöntő zsűrije: Katus Attila személyi edző, Tihanyi Ákos koreográfus, Sarnyai Eszter modell, a műsor készítői és a Magyarország Szépe Kft képviselői, Pantl Péter, a CKM főszerkesztője, Ördög Nóra, a műsor egyik szerkesztője, Klinszky Gábor fotóművész és Náray Tamás divattervező.
Az elődöntők után 24 versenyző jutott a döntőbe. Ők egy többnapos program keretében készültek fel a döntőre. A felkészülés alatt, az ott mutatott teljesítményük alapján 3 versenyző kiesett, így 21-en vettek részt a televíziós döntőben. Április 30-án Bodri Szilvia betegség miatt feladta a versenyt, így 23-an utaztak el a felkészítőtáborba.

#### Különdíjak
A felkészülés során 4 különdíjért versenyeztek a résztvevők. A különdíjak nyertesei automatikusan bekerültek a május 13-ai televíziós döntőbe.
Április 30-án tartották meg az első különdíjért, a Miss Talent címért folytatott vetélkedőt, melynek során a versenyzők különböző műsorszámokat mutattak be. Egy részük táncos produkcióval készült: Zsár Ottília new style táncot mutatott be Mephisto jelmezbe öltözve, Matus Mónika kortárs táncot adott elő, Pocsai Ágota hiphopot táncolt, Kocsis Dorottya cha-cha-cha-zott, Vigh Diána hastáncot mutatott be, Zeller Zita hobbiját, a vívást ötvözte egy modern tánckoreográfiával, Misik Renáta egy celtic soft dance koreográfiát mutatott be, Somogyi Zsófia egy latin táncot. Farkas Gréta és Babinyecz Tímea showtáncolt, Meiczinger Barbara mazsorettezett, Mayor Klára rúdtáncolt.
Többen verset mondtak, vagy mesét adtak elő: Pásztor Krisztina Tatjána levelét olvasta fel Puskin Anyeginjéből, Török Zsanett egy mesét mesélt a szépségről, melynek címe Mese a szeretetről, a szépségről és a tükörről. Himer Krisztina és Béres Evelin egy-egy Szabó Lőrinc verset szavalt el. Vida Nikoletta József Attila verset, Farkas Zsuzsa Ady Endre egy művét adta elő, Vizinger Diána egy monológot mondott el.
Kaló Jennifer egy televíziós sorozat, a Szex és New York egyik szereplőjétől, Carrie Bradshaw-tól idézett, Dobó Ágnes pedig egy stand-up comedy műsorszámmal készült.
A Miss Sport vetélkedőt a május 2-án rendezték meg, ahol a versenyzőknek helyből ugrásban, szlalom futásban, négyütemű fekvőtámaszban, guggolásban, könnyített fekvőtámaszban, felülésben és futásban kellett összemérni erejüket. Az egyik versenyszámban az egyik versenyző, Misik Renáta megsérült.
Május 3-án került sor a Miss Charity különdíjért folyó versenyre. Ezen a rendezvényen a versenyzőknek egy-egy általuk kiválasztott jótékony cél mellett kellett kampányolniuk.
Többen választották az egészséges élet propagálását: Kaló Jennifer azt szeretné, ha többet sportolnának az emberek, Babinyecz Tímea egészségkomplexumot építene. Társadalmi problémák ellen is többen kampányoltak: Vizinger Diána egy egészséges és fogyatékos gyerekek által egyaránt látogatható iskolát hozna létre, Dobó Ágnes a szegénység problémáiról beszélt, Vida Nikolett több jogsegély irodát nyitna, Farkas Zsuzsa pedig a munkanélküliség visszaszorításáról beszélt. Mások a szelektív hulladék gyűjtés és a környezetvédelem mellett tették le a voksukat, vagy a negatív diszkrimináció ellen tartottak beszédet.
A Miss Bikini versenyt május 4-én este rendezték meg.
A különdíjak győzteseit május 5-én, egy sajtótájékoztató keretében hirdették ki, miszerint
- Miss Talent: Dobó Ágnes
- Miss Sport: Babinyecz Tímea
- Miss Charity: Vígh Diána
- Miss Bikini: Kaló Jennifer

#### A döntő
A verseny szabályai szerint, bár 24-en jutottak el a felkészítőtáborba, közülük hárman nem vehettek részt a május 13-ai döntőn. A döntőn való részvétel az adott versenyző felkészülés alatt nyújtott teljesítményén múlik.
Bodri Szilvia betegség miatt már korábban feladta a versenyt, így a május 5-én megtartott sajtótájékoztatón két versenyzőt búcsúztattak a szervezők: Zsár Ottíliát és Himer Krisztinát.
Az élőben közvetített döntőben a versenyzők fürdőruhás és estélyi ruhás bemutatót tartottak, valamint a meghívott művészekkel hetes csoportokban 3 zenés-táncos produkciót adtak elő. A produkciók alapján a zsűri 7 versenyzőt juttatott tovább, akik a verseny utolsó fordulójában egy-egy kérdésre válaszoltak.
A verseny győztesének díja tárgynyeremények voltak.
A címet Kaló Jennifer nyerte, aki a Miss Earth 2010 versenyen képviselte volna Magyarországot, azonban időközben várandóssága miatt nem vállalhatta képviselését. A helyét Tóth Szabolcs vette át.
| Helyszín                   | Időpont         | Résztvevők száma           | Győztes       |
| -------------------------- | --------------- | -------------------------- | ------------- |
| RTL Klub budafoki stúdiója | 2010. május 13. | eredetileg 24, a döntőn 21 | Kaló Jennifer |

TOP7: Pocsai Ágota (10), Farkas Zsuzsa (3), Misik Renáta (15), Dobó Ágnes (18), Zeller Zita (7) és Babinyecz Tímea (1)
Többi versenyző): Béres Evelin (6), Bodri Szilvia, Breusz Ljubov (20), Farkas Gréta (14), Himer Krisztina, Kocsis Dorottya (11), Kövecses Petra (13), Major Klára (16), Matus Mónika (9), Meiczinger Barbara (12), Pásztor Krisztina (19), Somogyi Zsófia (2), Török Zsanett (8), Vida Nikolett (17), Vigh Diána (4), Vizinger Diána (5), Zsár Ottília
Különdíjak
- Miss Talent: Dobó Ágnes
- Miss Sport: Babinyecz Tímea
- Miss Charity: Vígh Diána
- Miss Bikini: Kaló Jennifer
- Közönségdíj:[36][43] Dobó Ágnes

Zsűri: Ebergényi Réka, Gyulai Zoltán, a Magyarország Szépe Kft. ügyvezetője, Gubás Gabi, Kiss-Szigeti László, Keleti Andrea táncos, Freire Szilvia, Miss World Hungary 2008, Nagy Sándor, Vass Virág újságíró, Maráczi Ákos, Klinszky Gábor fotóművész, Pantl Péter, a CKM főszerkesztője,
Fellépő művészek: Csipa, Ádok Zoltán, Nagy Feró és Bebe
Műsorvezetők: Hujber Ferenc és Lilu

#### A világversenyen
A Miss World Hungary címet birtokló Dobó Ágnes balesete miatt a Miss Earth Hungary címmel bíró Kaló Jennifer utazott az októberben tartott Miss World 2010 döntőre. Emiatt a Miss Earth versenyen nem vett részt, és a szervezők úgy döntöttek, hogy más jelöltet sem küldenek, így 2007 óta először 2010-ben sem volt magyar résztvevő a rendezvényen.

### 2011
2011-ben a versenyt a TV2 és a Magyarország Szépe Kft. szervezte meg A Szépségkirálynő – a szépség nyara című műsor keretében. A döntőt élőben közvetítette a TV2 július 14-én.
A 2011. évi versenyre olyan magyar állampolgárságú versenyzők jelentkezését várták, akik 2011. február 28-ig betöltötték 17. évüket, illetve akik eddig az időpontig nem töltötték be 24. évüket. A jelentkezés során kizáró ok, ha a jelölt férjezett, elvált, van gyereke, és ha akt- vagy hasonló jellegű fényképeket készítettek róla és ezek jogait bármely médiának eladta.
A versenyre a május 30-ai határidőig több, mint kétezren küldték el jelentkezésüket. A válogatásra, melyet Budapesten tartottak, a 2000-ből mintegy 600 jelentkezőt hívtak be, akik közül 24-en vehetnek részt a felkészítő táborban.
A cím nyertese a Miss Earth 2011 versenyen fogja képviselni Magyarországot 2011 novemberében.

#### A versenyzők
A 24 döntős: Bertók Marianna, Firts Patrícia, Gróf Evelin, Hódi Anikó, Katona Renáta, Konkoly Ágnes, Kovács Döníz, Lipcsei Betta, Lukács Mercédesz, Mészáros Vivien, Mihályi Marianna, Németh Nikolett, Potari Laura, Regős Lili, Ruzsás Bettina, Siha Edina, Szabó Dóra, Száraz (Szentiványi) Szandra, Szunai Linda, Tóth Ildikó, Török Korinna, Vigmán Bernadett, Weisz Fanni, Zsigó Fanni
A döntősök közül hárman már korábban is részt vettek a versenyen: Lukács Mercédesz 2008-ban, Regős Lili 2009-ben és Ruzsás Bettina 2007-ben. Weisz Fanni személyében először jutott be a döntőbe fogyatékkal élő versenyző, mivel Fanni siket. Konkoly Ágnes korábban triatlonban csapatversenyen országos harmadik helyezést ért el, egyéniben tizedik volt. Lipcsei Betta több filmben szerepelt kisebb szerepekben, valamint sportműsort vezetett a Sport TV-n.
Több, korábban döntős versenyző újra indult a rendezvényen (Kocsis Korinna, Wizinger Diána) de ebben az évben nem jutottak be a döntőbe. Korinna esetében a zsűri azt tartotta a legfontosabb ellenérvnek, hogy ő már nyert a versenyen (a Miss Earth Hungary 2009 cím birtokosa).
A verseny ideje alatt az egyik versenyző, Száraz Szandra nevet változtatott, Szárazról Szentiványira, mivel az interneten megjelent egy hasonló nevű aktmodell.
2011. június végén-július elején a Nemzeti Nyomozóiroda nyomozást folytatott egy nő ellen, akit azzal gyanúsítottak, hogy lányokat közvetített ki Dubaiba, akik ott szexuális szolgáltatásokat nyújtottak. A nyomozás során 3, meg nem nevezett versenyző neve is kapcsolatba került az üggyel. A Magyarország Szépe Kft. és a show-műsor producere cáfolták, hogy a versenyzők között lenne olyan, aki prostituáltként dolgozott volna az arab országban.

#### A felkészülés
A döntőre való felkészülés keretében tartották meg a Miss Sport vetélkedőt június 26-án Balatonalmádiban három sportágban: futás, sárkányhajózás és ügyességi vetélkedők. Két versenyzőnek egészségügyi problémákat okozott a vetélkedő: Mészáros Viviennek vérnyomásproblémái voltak, Szunai Lindának a torka vérzett be. Mivel a verseny egyik célja a jótékonykodás, a versenyzők öt, Balatonalmádiban nyaraló hátrányos helyzetű gyereket vittek el sárkányhajózni. A Miss Sport győztesének nevét később hozzák nyilvánosságra.
A versenyzők július 5-én költöztek be a herceghalmi felkészítőtáborba.
Aznap este tartották a Miss Talent versenyt, amelynek során volt aki énekelt, rajzolt, hastáncolt, parodizált, fuvolázott, oroszul mondott verset, nagymamája esküvői ruhájában néptáncolt, vagy bűvésztrükköket mutatott be. Július 6-án a beszédkészségüket vizsgáztatták a Miss Charity versenyen. Egy kétperces előadást kellett tartaniuk egy maguk választotta témában. Témáik között voltak a fiatalkori elhízás, környezetvédelem és a 2010-es ajkai vörösiszap-katasztrófa. Július 7-én került sor a Miss Bikini választásra.
Mind a 4 különdíjért folyó versenyen 5 versenyzőt neveztek meg, akik a legjobbak voltak, közülük kerültek ki a különdíjak győztesei, akik biztosan bekerültek a televíziós döntőbe. A versenyek győzteseit július 8-án hirdették ki.

##### Különdíjak
A különdíjak győztesei, akik biztosan bekerültek a döntőbe:
- Miss Sport: Regős Lili
- Miss Talent: Szabó Dóra
- Miss Charity: Weisz Fanni
- Miss Bikini: Szunai Linda

##### Kieső versenyzők
A felkészülőtáborban nyújtott teljesítményük alapján a 24 versenyzőből csak 20-an jutottak be a döntőbe. A kieső versenyzők: Tóth Ildikó, Török Korinna, Zsigó Fanni és Kovács Döniz.

#### A döntő
A döntőt július 14-én tartották meg. Az élő show ideje alatt a tévécsatornán webkamerás közvetítésben lehetett követni az öltöző eseményeit.
A műsor első részében a versenyzőket egyenként bemutatták, majd fürdőruhában is felvonultak. Ezután kihirdették, hogy a döntőbe jutott 20 versenyző közül melyik az az öt, akik nem jutnak tovább a következő, koktélruhás fordulóba. A 15 továbbjutó a kihirdetés sorrendjében: Gróf Evelin, Vigmann Bernadett, Konkoly Ágnes, Bertók Marianna, Regős Lili, Hódi Anikó, Weisz Fanni, Mészáros Vivien, Szabó Dóra, Siha Edina, Németh Nikolett, Szunai Linda, Katona Renáta, Mihályi Marianna, Lipcsei Betta. A kieső versenyzők: Firts Patrícia, Potári Laura, Szentiványi Szandra, Ruzsás Bettina, Lukács Mercédesz.
Koktélruhás forduló után újabb 5 versenyző kiesett. A legjobb 10-be jutott versenyzők: Szabó Dóra, Katona Renáta, Siha Edina, Lipcsei Betta, Konkoly Ágnes, Weisz Fanni, Szunai Linda, Hódi Anikó, Németh Nikolett, Bertók Mariann. A kieső versenyzők: Regős Lili, Vigmann Bernadett, Mihályi Marianna, Mészáros Vivien és Gróf Evelin.
A 10 legjobb versenyző felvonult estélyi ruhában, majd a végeredmény kihirdetése következett. A közönségdíjat Weisz Fanni nyerte. A verseny harmadik helyezettje, a Miss Earth Hungary cím birtokosa Szabó Dóra lett, míg a Miss World Hungary címet Szunai Linda, a Miss Universe Hungary címet Lipcsei Betta nyerte el.
| Helyszín       | Időpont          | Résztvevők száma           | Győztes    |
| -------------- | ---------------- | -------------------------- | ---------- |
| a TV2 stúdiója | 2011. július 14. | eredetileg 24, a döntőn 20 | Szabó Dóra |

A a show műsorvezetői Majka és Rákóczi Ferenc.
A döntőn fellépő művészek: SP, Trokán Nóra, Caramel, Király Viktor, Gáspár Laci
A verseny zsűrije: Makány Márta divattervező, Zsidró Tamás mesterfodrász, Michelisz Norbert autóversenyző, Rubint Réka életmódszakértő, Detlef Tursies a Miss Intercontinental tulajdonosa, Gyulai Zoltán a Magyarország Szépe Kft. társtulajdonosa, Simon Zsolt a TV2 vezérigazgatója, Pantl Péter a CKM és Playboy magazin főszerkesztője, Maráczi Ákos üzletember, Dr. László Zsolt plasztikai sebész, Dammak Jázmin a MissUniverse Hungary 2008 győztese, Kasza Tibor zenész, Arik Herman a Caprice ügyvezető igazgatója, Haddaway zenész, Andy Vajna producer, a zsűri elnöke.

##### Nyeremények
A verseny győztesei a Caprice által készített gyémánt ékszereket nyertek másfél, fél- és negyed millió forint értékben, míg az első helyezett egy Peugeot autót is nyert.
A közönségdíjas versenyző a Miss Intercontinental 2011 versenyen való indulás jogát nyerte meg.

### 2012
A 2012-es döntőt június 9-én rendezi meg a TV2 és a Magyarország Szépe Kft. A verseny producere Hajdú Péter. Az előválogatókat Budapesten tartották április végén, a másodikra már csak a legjobb 80 jelentkezőt hívták be.
A Miss Earth Hungary 2012 cím győztese a Miss Earth 2012 versenyen fogja képviselni Magyarországot.

#### A versenyzők
A versenyre körülbelül ezren jelentkeztek. A zsűri által a döntőbe juttatott 20 versenyző mellett a kiesett jelöltek közül a Facebookon választhattak a nézők egy további döntőst. A szavazatok alapján Mayle Jennifer jutott tovább, de a zsűri és a szervező kft őt kizárta a versenyből arra hivatkozva, hogy nem felel meg a verseny nemzetközi szabályainak a túlsúlya miatt.

## Videók
Hazai döntők
- A Királynő 2008 - fürdőruhás bemutató. [2009. február 21-i dátummal az eredetiből archiválva]. (Hozzáférés: 2009. május 27.)
- A Királynő 2008 - estélyi ruhás bemutató. [2009. február 28-i dátummal az eredetiből archiválva]. (Hozzáférés: 2009. május 27.)
- A Királynő 2008 - TOP5 kihirdetése. [2009. március 12-i dátummal az eredetiből archiválva]. (Hozzáférés: 2009. május 27.)
- A Királynő 2008 - TOP5 bemutatkozása. [2009. február 24-i dátummal az eredetiből archiválva]. (Hozzáférés: 2009. március 29.)
- A Királynő 2008 - eredményhirdetés. [2009. február 23-i dátummal az eredetiből archiválva]. (Hozzáférés: 2009. március 29.)
- A Királynő 2009 - elődöntő. [2009. március 31-i dátummal az eredetiből archiválva]. (Hozzáférés: 2009. március 29.)
- A Királynő 2009 - a 21 döntős és a különdíjak kihirdetése. [2009. május 16-i dátummal az eredetiből archiválva]. (Hozzáférés: 2009. május 13.)
- A Királynő 2009 - fürdőruhás bemutató. [2009. május 26-i dátummal az eredetiből archiválva]. (Hozzáférés: 2009. május 23.)
- A Királynő 2009 - estélyi ruhás bemutató. [2009. május 25-i dátummal az eredetiből archiválva]. (Hozzáférés: 2009. május 23.)
- A Királynő 2009 - TOP7 kihirdetése. [2009. május 25-i dátummal az eredetiből archiválva]. (Hozzáférés: 2009. május 23.)
- A Királynő 2009 - eredményhirdetés. [2009. május 25-i dátummal az eredetiből archiválva]. (Hozzáférés: 2009. május 23.)
- A Királynő 2010 - elődöntő. [2010. május 10-i dátummal az eredetiből archiválva]. (Hozzáférés: 2010. május 6.)
- A Királynő 2010 - Miss Talent és Miss Sport választás, a 21 döntős és a különdíjak kihirdetése. (Hozzáférés: 2010. május 6.)
- A Királynő 2010 - fürdőruhás bemutató. [2010. május 16-i dátummal az eredetiből archiválva]. (Hozzáférés: 2010. május 13.)
- A Királynő 2010 - estélyi ruhás bemutató. [2010. május 16-i dátummal az eredetiből archiválva]. (Hozzáférés: 2010. május 14.)
- A Királynő 2010 - eredményhirdetés. [2010. május 16-i dátummal az eredetiből archiválva]. (Hozzáférés: 2010. május 14.)
- A Szépségkirálynő 2011 - A különdíjasok kihirdetése. [2011. július 15-i dátummal az eredetiből archiválva]. (Hozzáférés: 2011. július 13.)

Világdöntő
- Miss Earth 2009, Bemutatkozás a sajtónak. (Hozzáférés: 2009. november 7.)